# Apocalipsis de Esdras

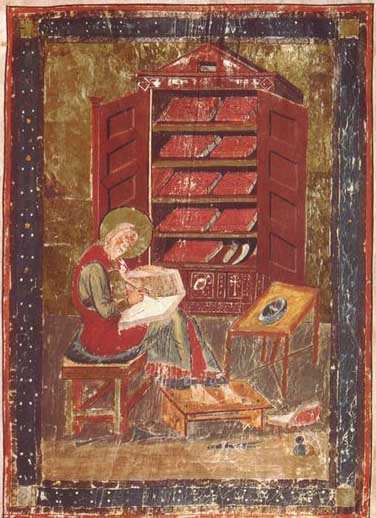
Folio 5 del Códice Amiatino (Florencia, Biblioteca Medicea Laurenziana, MS Amiatino 1), Esdras el escriba. «Cuando los libros sagrados fueron consumidos por el fuego de la guerra, Esdras reparó el daño».

El Apocalipsis de Esdras es un libro seudoepigráfico escrito en el siglo I que figura como apéndice en algunas ediciones de la Biblia. En la Vulgata aparece como 4 Esdras, en las versiones eslavas y rusas como 3 Esdras y en las traducciones inglesas (King James, Douay, New Revised Standard) como 2 Esdras (en la sección de apócrifos).

## Origen y versiones
Varios expertos, como Vence, Charles, Wellhausen y Gunkel, consideran que el texto original fue escrito en hebreo. Algunos, como Guy, consideran que fue escrito en arameo. 
Peradejordi considera que no puede ponerse en duda que el autor era judío, por los frecuentes hebraísmos en el texto y porque "el autor adorna sus discursos con ficciones muy próximas a los talmudistas y rabinos”. A pesar de todo, presenta un valor histórico, pues refleja tradiciones considerablemente más antiguas. Sin embargo, los capítulos I, II, XIII y XIV de la versión latina (y las traducciones inglesas) no provienen del libro original, sino que fueron adiciones posteriores, probablemente de autores cristianos.

"Y aconteció que cuando se cumplieron los cuarenta días, el Altísimo habló conmigo, y me dijo: Los veinticuatro libros (canon hebreo) que habéis escrito primero, hazlos públicos para que quienes son dignos y quienes no son dignos puedan leer de allí; pero los [otros] setenta los guardarás y se los entregarás a los sabios de tu pueblo."
Apocalipsis de Esdras 14:45-46

Las versiones latinas provenientes del Codex Sangermanensis, incluida la de la Vulgata, difieren de las etíopes, no sólo porque añade cuatro capítulos, sino porque carece de uno, que en los manuscritos etíopes y la versión de Lawrence de 1820, es el capítulo VI y en la "New Revised Standard Version" se interpola en el Capítulo VII (7:36-7:105, renumerando 7:36-70 como 7:106-140), siguiendo la edición crítica de Bensly y James de 1895, que también fue usada desde 1969 en la edición de Stuttgart de la Vulgata.
Además de los latinos y etíopes, se conservan manuscritos antiguos de este libro en armenio, siríaco, georgiano y árabe. Los expertos creen que todas estas versiones provienen de traducciones del texto griego, del que solamente se conservan algunas citas antiguas, especialmente las de Clemente de Alejandría. No debe confundirse el texto griego perdido, con otro libro en griego, de igual título, "Apocalipsis de Esdras", pero de composición tardía, pero anterior al año 850.

## Contenido

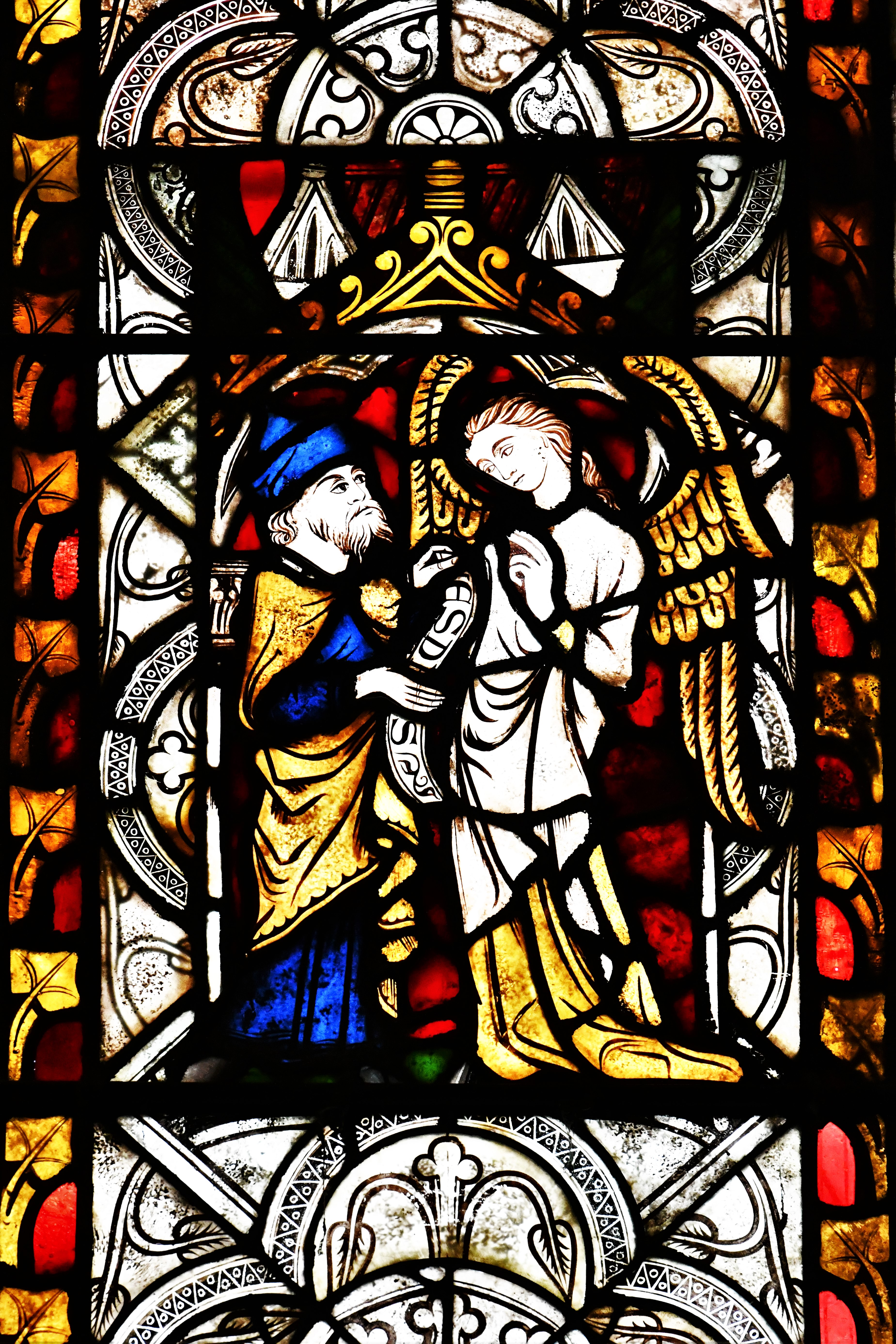
Una vidriera medieval representa al arcángel Uriel con Esdras. Iglesia de San Miguel y Todos los Ángeles, Kingsland, Herefordshire.

La parte del libro que se considera proveniente del original hebreo (capítulos III a XIV de la versión latina) puede dividirse en siete revelaciones, a las que se ha denominado Las siete visiones de Esdras. El contexto es la humillación del pueblo elegido por Dios y el triunfo de sus adversarios. Los protagonistas son Esdras y el arcángel Uriel.
En la primera visión, Esdras le pregunta a Dios: «¿Acaso Babilonia es mejor que Sion?». Uriel le responde con una reflexión sobre la incapacidad humana para comprender los planes de Dios, la transitoriedad de la situación presente y la llegada de la recompensa de los justos «cuando se complete su número» (Apocalipsis 6:10-11; 1 Henoc 47:2).
Esdras pregunta ahora: «¿Por qué has entregado este pueblo a las multitudes? ¿Por que has deshonrado esta raíz entre las otras? ¿Por qué has prodigado tu único bien a muchos, y aquellos que creían en la Ley han sido pisoteados por los enemigos de tu alianza?». En la segunda visión, Uriel contesta que el Día del Juicio llegará para todos a su tiempo y que todos serán juzgados, primero por el Hijo del Hombre y luego por Dios, y anunció las señales del fin de los tiempos. 
Esdras pregunta a Dios: «Si has creado el mundo para nosotros, ¿por qué no lo poseemos como herencia?». En la tercera visión, Uriel contesta que la felicidad solo se consigue después de muchas dificultades. Y así, de la preocupación por su nación, Esdras se proyecta hacia una preocupación por la humanidad y le pide al ángel que explique por qué se salvarán tan pocas personas. Uriel responde que quienes se salvan son como el oro y las piedras preciosas: que, aunque su número sea reducido, tienen mucho valor. Sin embargo, Dios no quiere que los hombres perezcan, prodiga su misericordia a todos, y, «si no aligerara la carga de las faltas de los pecadores, el género humano no viviría». 
Dos temas doctrinales afloran en la tercera visión precisamente en el capítulo que falta en la versión latina (o laguna de 7:35-36). Por una parte, Esdras pregunta qué pasará luego de la muerte, cuando el alma abandone el cuerpo. «¿Estaremos en reposo mientras llega el tiempo del Juicio?», inquiere. El ángel responde con una exposición de lo que ha llegado a ser la creencia dominante en la cristiandad: las almas de los justos van a Dios, y las de los impíos «no entran en la morada eterna, sino que andan errantes y son castigadas, atormentadas y afligidas». 
El otro asunto es el de la imposibilidad de que los justos intercedan por los pecadores en el día del Juicio Final. A la versión latina que se conserva en la Biblioteca Nacional de París le falta una página, que fue arrancada (7:102-112), precisamente donde se trata este asunto. A la pregunta de Esdras  "En el día del juicio, ¿podrán los justos interceder por los pecadores ante el Altísimo?"(7:102) Uriel responde (7:105), «cada uno responderá por su propia justicia o injusticia».
La cuarta es la visión de una mujer que, luego de haber sido estéril durante treinta años, tiene un hijo que muere el día de la boda. La mujer sufre y desaparece, y en su lugar aparece una ciudad inmensa. Uriel le explica a Esdras que la mujer es Sion, y la muerte de su hijo, la ruina de Jerusalén, pero luego se ve la gloria de la nueva ciudad santa.
La quinta es la visión de un águila que simboliza el Imperio romano o cualquier otro que «ocupó toda la tierra, hizo padecer toda clase de tormentos a aquellos que la habitaban y oprimió al mundo [...] ha perseguido a los justos, oprimido a los inocentes, odiado a los hombres virtuosos». Uriel sentencia: «Por eso desaparecerás, águila, así como tus alas pecadoras, tus cabezas culpables, tus garras malvadas y tu cuerpo perverso, a fin de que la tierra esté en reposo y liberada de todos tus tormentos». Tal águila se identifica (12:11) como la cuarta bestia de Daniel.

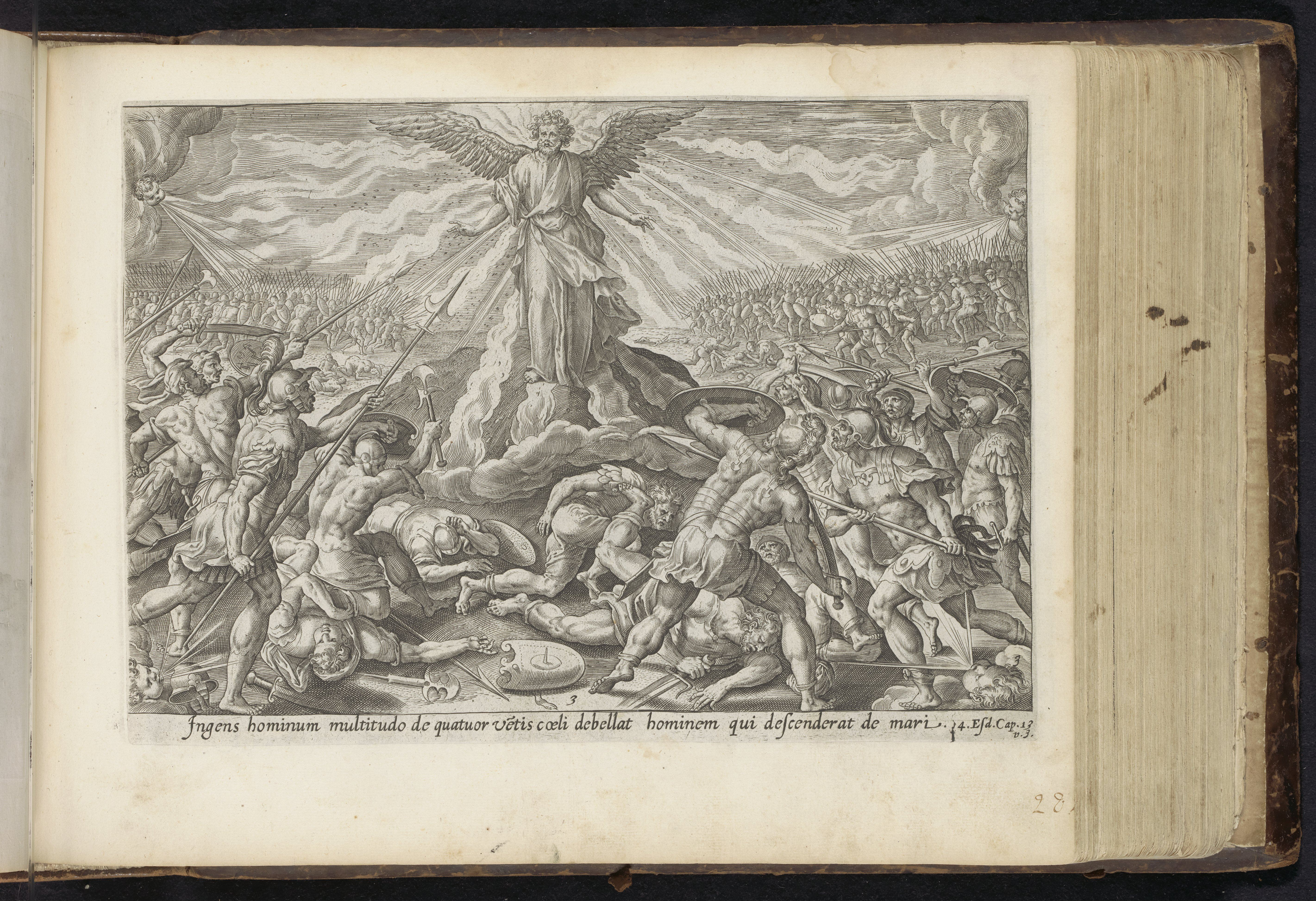
Apocalipsis de Esdras: La multitud lucha contra el hombre del mar

La sexta es la visión de un hombre que salió del mar y voló por las nubes, así como de numerosos hombres que se reunieron para combatirlo. Sin embargo, cuando lo atacaron, «él no levantó la mano contra ellos, ni la espada, ni ningún arma, sino que de la boca salió una bola de fuego, de sus labios una llamarada, y de su lengua carbones ardientes como un torbellino, y todo se mezcló y fue como una tempestad que descendió sobre la multitud de los que le habían atacado, y los consumió».
En la séptima visión, Esdras se encuentra a la sombra de un árbol, cuando oye la voz de Dios, que le anuncia que será arrebatado del mundo. Esdras le pide a Dios que envíe sobre él el Espíritu Santo para que pueda «escribir lo ocurrido en el mundo y lo que está escrito en la Ley». La voz de Dios le indica que debe alejarse con cinco escribas por 40 días, durante los cuales encenderá en su corazón «la lampara de la sabiduría» hasta que acabe todo lo que tiene que escribir. Esdras bebe de una copa, se llena de sabiduría y durante los 40 días escribe 94 libros. «Entonces Esdras fue arrebatado y colocado al lado de quienes se parecen a él». La séptima visión incluye tanto la división de la historia en diez partes, propia del Libro de Henoc (93:3-10, 91:15-17), como una concepción que fue destacada por los cabalistas: una parte de la revelación es publicada y otra ocultada para que la conozcan solo algunos (14:6; 14:26).
Los dos primeros capítulos, añadidos a la versión latina, exponen cómo Israel, por su pecado, hizo que Dios buscara otras naciones e ilustran sobre cómo recibir la salvación, la «luz perpetua», huyendo de «las sombras de este siglo», «haciendo justicia a la viuda, al huérfano, al pobre».
Los dos últimos capítulos, también añadidos al texto original, tratan sobre el final de los tiempos: «La baja de precios será tal sobre la tierra que se imaginarán que la paz les es concedida, pero entonces la tierra verá que aparecen males, la espada, el hambre y grandes disturbios». Anuncian grandes desastres que precederán a la liberación de los justos.

## Influencia
El Apocalipsis de Esdras es mencionado en los textos de los cristianos de los primeros siglos: la Epístola de Bernabé, Clemente de Alejandría y Tertuliano lo citan. Era un libro preferido de Ambrosio de Milán, quien lo cita, utiliza o menciona expresamente en Bono Mortis, De Spiritu Sancto, Epistola ad Horonciano, De exceso Satyri y Comentarium in Lucam.
Aunque la mayoría de las iglesias no aceptan este libro como parte del canon de la Biblia, en el cual solo lo incluyen la Iglesia Copta y algunas iglesias orientales, también la mayoría de las iglesias han propiciado la difusión del libro al incluirlo en apéndices de las ediciones de la Biblia. Una razón que puede explicar la relativa aceptación del libro a pesar del rechazo de su canonicidad, es la exposición sobre el destino de las almas de los muertos, de la que se deduce una exposición de la inmortalidad del alma y su espera del juicio y la resurrección. En la liturgia de la Iglesia católica están incluidas oraciones basadas en versículos del capítulo II de la versión latina, por ejemplo: "una luz perpetua brillará para vosotros en la eternidad de los tiempos".
Por otra parte, para la cabalística, identifica "las diez partes del mundo" con los 10 sefiroth, siendo la última Malkuth o el Reino mesiánico y además identifica la revelación para todos, con la Ley y la parte esotérica, con la propia cábala.